# Museu Municipal de Molins de Rei
El Museu Municipal de Molins de Rei és un museu d'història local que reflecteix la història, la cultura i l'artesania de la vila de Molins de Rei, a la comarca del Baix Llobregat,i dels territoris veïns més immediats al municipi. El Museu, que forma part de la Xarxa de Museus Locals de la Diputació de Barcelona va ser creat el 1953 en un espai de la Fàbrica Tèxtil de Can Samaranch pel seu director, Enric Madorell i Claramunt (1897-1990), i el 1968 es traslladà a la seu actual. Té una exposició permanent que s'exhibeix a la seu del número 55 del carrer Pintor Fortuny, i compta també amb un espai per a exposicions temporals a Ca n'Ametller (Molins de Rei), futura seu del Museu.

## Exposició
Les col·leccions del museu són molt diverses i compten amb materials arqueològics procedents d'excavacions realitzades a la vila i a la rodalia, elements arquitectònics i escultòrics d'edificis locals ja desapareguts (especialment el Palau Requesens i Castellciuró), eines d'oficis tradicionals, ceràmica, pintura, numismàtica, conquiliologia, geologia i mineralogia, a més d'un petit fons de documents relacionats amb la història de la vila. S'hi exhibeixen, també, alguns elements singulars, com les restes dels pilons de fusta que serviren de base a l'estructura del desaparegut pont de Carles III i tota la memòria de la seva construcció.

### Fons etnològic
La col·lecció més important del museu correspon als materials etnològics, que permet mostrar els conjunts dels tallers del barber, el boter, el fuster, el corder, el baster, l'espardenyer, el ferrer i el teixidor, a més de sengles recreacions d'un celler i d'una cuina tradicional.

### Fons arqueològic
La secció d'arqueologia és representativa dels jaciments de la vall baixa del Llobregat del Paleolític, el Neolític, l'Eneolític, l'edat del ferro, i les èpoques ibèrica i romana.

### Fons d'art
Entre els fons d'art en destaquen les obres de Miquel Carbonell (1845-1896), la col·lecció de ceràmica, una col·lecció de 1500 exlibris dels segles XVIII al XX i la col·lecció de cromolitografia, formada per 15 col·leccions de cromos de finals del segle xix i principis del segle xx.